# Sivák József
Sivák József (Pányok, 1943. február 5. –) magyar közgazdász.

## Tanulmányai
A Marx Károly Közgazdaságtudományi Egyetemen 1966-ban fejezte be tanulmányait, s itt védte meg egyetemi doktori disszertációját 1970-ben.
1980-ban elnyerte a közgazdaságtudomány kandidátusa tudományos fokozatot. A Magyar Tudományos Akadémia köztestületi tagja.

## Hazai szakmai pályafutása
Szakmai pályáját az Országos Tervhivatal Tervgazdasági Intézetében kezdte meg. 
Több mint negyven évig tartó államigazgatási pályáján különböző vezető beosztásokban dolgozott:
- Országos Tervhivatal főcsoportfőnök,
- Pénzügyminisztérium főosztályvezető,
- Környezetvédelmi és Területfejlesztési Minisztérium helyettes államtitkár,
- Miniszterelnöki Hivatal kormányfőtanácsadó, helyettes államtitkár.

2006-ban a Miniszterelnöki Hivatal helyettes államtitkáraként ment nyugdíjba.
Munkája elismeréseként 1973-ban Kiváló Dolgozó, 1985-ben Munka Érdemrend ezüst fokozata, 1994-ben Pénzügyminiszteri Dicséret kitüntetésben részesült.
2004-ben a Miniszterelnöki Hivatalban végzett tevékenységét Batthyány Lajos-díjjal ismerték el.

## Nemzetközi tevékenysége
1976-ban az ENSZ Iparfejlesztési Szervezetében (UNIDO) konzulensként működött.
1997–2001 között az OECD Állandó Magyar Képviseletének helyettes vezetője volt.

## Kutatási és oktatási tevékenysége
Hivatali munkájához kötődő kutatói és oktatói tevékenysége az elmélet és a gyakorlat összekapcsolására irányult a következő fő területeken:
- Matematikai modellek és számítástechnikai lehetőségek felhasználása a makrogazdasági folyamatok elemzésében és a döntések előkészítésében,
- Az önkormányzati rendszer finanszírozási kérdései,
- Az államháztartás, a közpénzügyek kérdései, különös tekintettel az adórendszerre,
- A közszektor, benne a közigazgatás modernizációjának kérdései nemzetközi összefüggésekben.

Oktatott a Budapesti Corvinus Egyetemen, a Budapesti Műszaki és Gazdaságtudományi Egyetemen és a Miskolci Egyetemen. 2010-2013 között a Budapesti Gazdasági Főiskola tudományos főmunkatársa volt, ahol kutatási és oktatási területéhez tartozott a közpénzügyek, önkormányzati pénzügyek és a közigazgatás. 2005-től címzetes egyetemi docens. Külső tagként részt vett a Corvinus Egyetem Társadalomtudományi Területi Doktori Tanácsának munkájában.
Szerzője több könyvfejezetnek, társszerzője három önálló könyvnek. A kormányzati munkájához kapcsolódó témákban közel harminc folyóiratcikkeket publikált, közel hatvan egyéb szakmai dolgozat szerzője volt. Előadója volt számos hazai és nemzetközi konferenciának, amelyek anyagai különböző magyar és angol nyelvű kiadványokban jelentek meg.

## Társadalmi tevékenysége
Tagja a Magyar Közgazdasági Társaságnak (MKT), korábban az MKT Pénzügyi Szakosztálya elnökségének volt tagja.
2003-tól Pányok község díszpolgára. 2014-ben szülőfalujának polgármesterévé választották. 2019-től ugyanitt külső alpolgármester.

## Főbb publikációi
- Ligeti I. – Sivák J. (1978): Növekedés, szabályozás és stabilitás a	gazdasági folyamatokban. Közgazdasági és Jogi Könyvkiadó, Budapest
- Sivák J. – Vigvári A.	(2012): Rendhagyó	bevezetés közpénzügyek tanulmányozásába. Complex Kiadó Jogi és Üzleti Tartalomszolgáltató kft, Budapest
- Sivák J. – Szemlér T.	– Vigvári A. (2013): A	magyar államháztartás és az Európai Unió közpénzügyei. Complex Kiadó Jogi és Üzleti Tartalomszolgáltató kft, Budapest
- Sivák	 J. – Zsugyel J. : Közpénzügyi	feladat- és forrásmegosztás gyakorlata az OECD ajánlásainak és	néhány kelet-közép-európai ország tapasztalatainak tükrében. Prosperitas (2015/1)
- Sivák	J. (2019): Az önkormányzatok gazdaság- és társadalomszervező tevékenysége	különös tekintettel a helyi jólét alakulására. In: Az önkormányzatok helyi közszolgáltatásokon túli közösségi	funkciói – elmélet és példák. Nemzeti Közszolgálati Egyetem. KÖFOP-2.1.2-VEKOP-15 «A jó	kormányzást megalapozó közszolgálatfejlesztés»